# Fujinomiya
Fujinomiya (jap. 富士宮市 Fujinomiya-shi) – miasto w Japonii, w prefekturze Shizuoka, w środkowej części wyspy Honsiu (Honshū). 
W mieście rozwinął się przemysł celulozowo-papierniczy.

## Położenie
Miasto leży w środkowej części prefektury Shizuoka u stóp góry Fudżi, na jej południowo-zachodnim zboczu, na płaskowyżu Asagiri. Zostało założone przy chramie Fuji-san Hongū Sengen Taisha, który został zbudowany w celu czczenia kami góry Fudżi i ochrony przez wybuchami tego wulkanu. 
W granicach miasta znajdują się trzy ze „100 najciekawszych miejsc w Japonii”, ogłoszonych w dniu 1 czerwca 1996 roku. Są to: 
- góra Fudżi (jako najciekawsza góra);
- płaskowyż Asagiri (jako najciekawszy płaskowyż);
- chram Fuji-san Hongū Sengen Taisha (jako najciekawszy chram shintō).

W pobliżu miasta znajduje się wiele ciekawych miejsc, jak np. wodospad Shiraito, czy jezioro Tanuki. 
Znaczna część obszaru miasta leży w granicach Parku Narodowego Fuji-Hakone-Izu.
Miastami sąsiadującymi z Fujinomiyą są Fuji i Fujiyoshida. W pobliżu obu miast przepływa rzeka Fuji, wpadająca do zatoki Suruga.

## Historia
Chram Fuji-san Hongū Sengen został pierwotnie zbudowany ponad 1000 lat temu w celu ochrony przed erupcjami wulkanu i stopniowo stał się najważniejszym sanktuarium regionu. W przeszłości chram był jednym z największych i najwspanialszych. Obecnie istniejące pawilony zostały wzniesione przez założyciela dynastii siogunów Tokugawa, Ieyasu Tokugawę (1543–1616), na początku XVII wieku. Obecnie jest również tradycyjnym punktem wyjścia do wspinaczki na górę Fudżi.

## Galeria

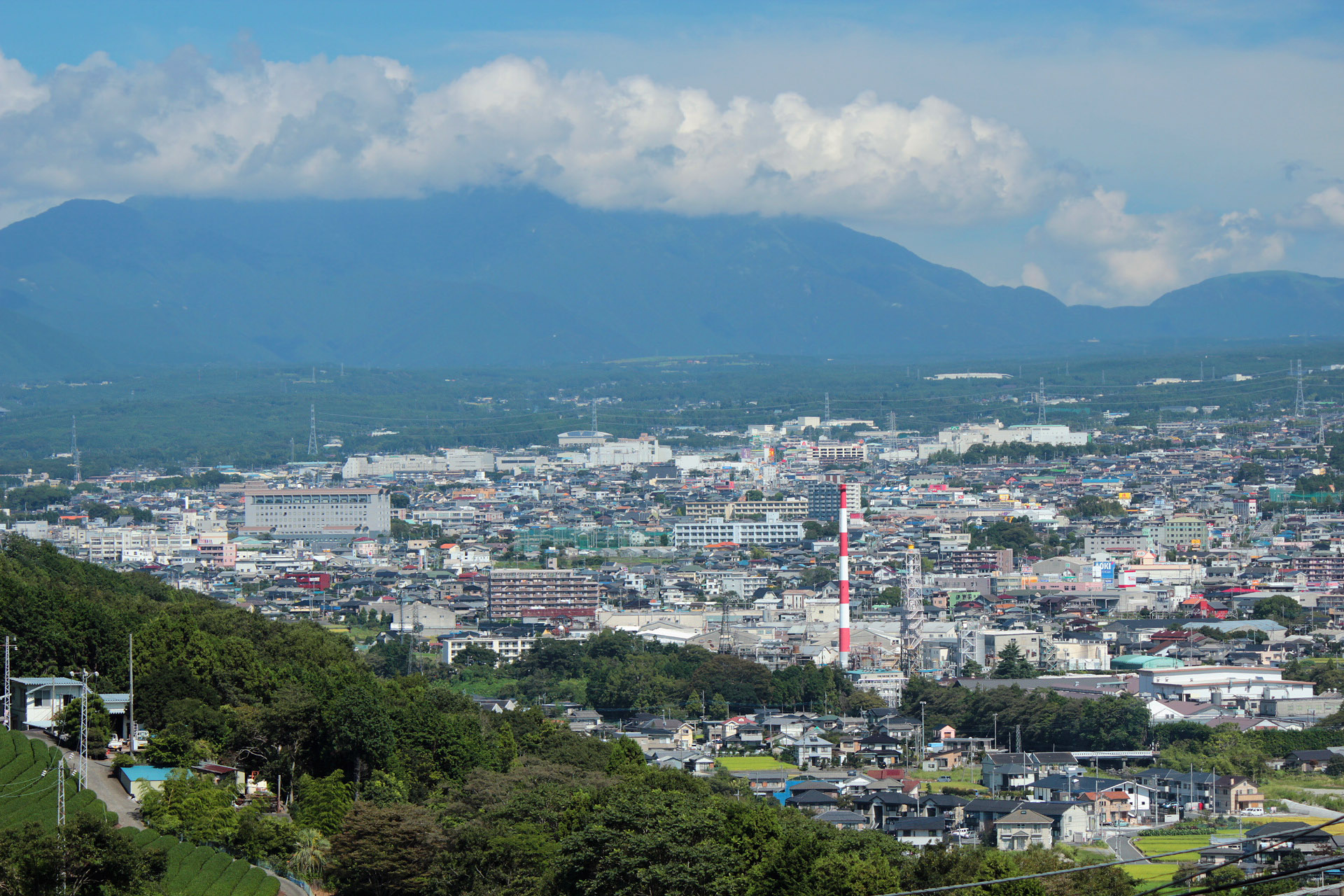
Panorama miasta
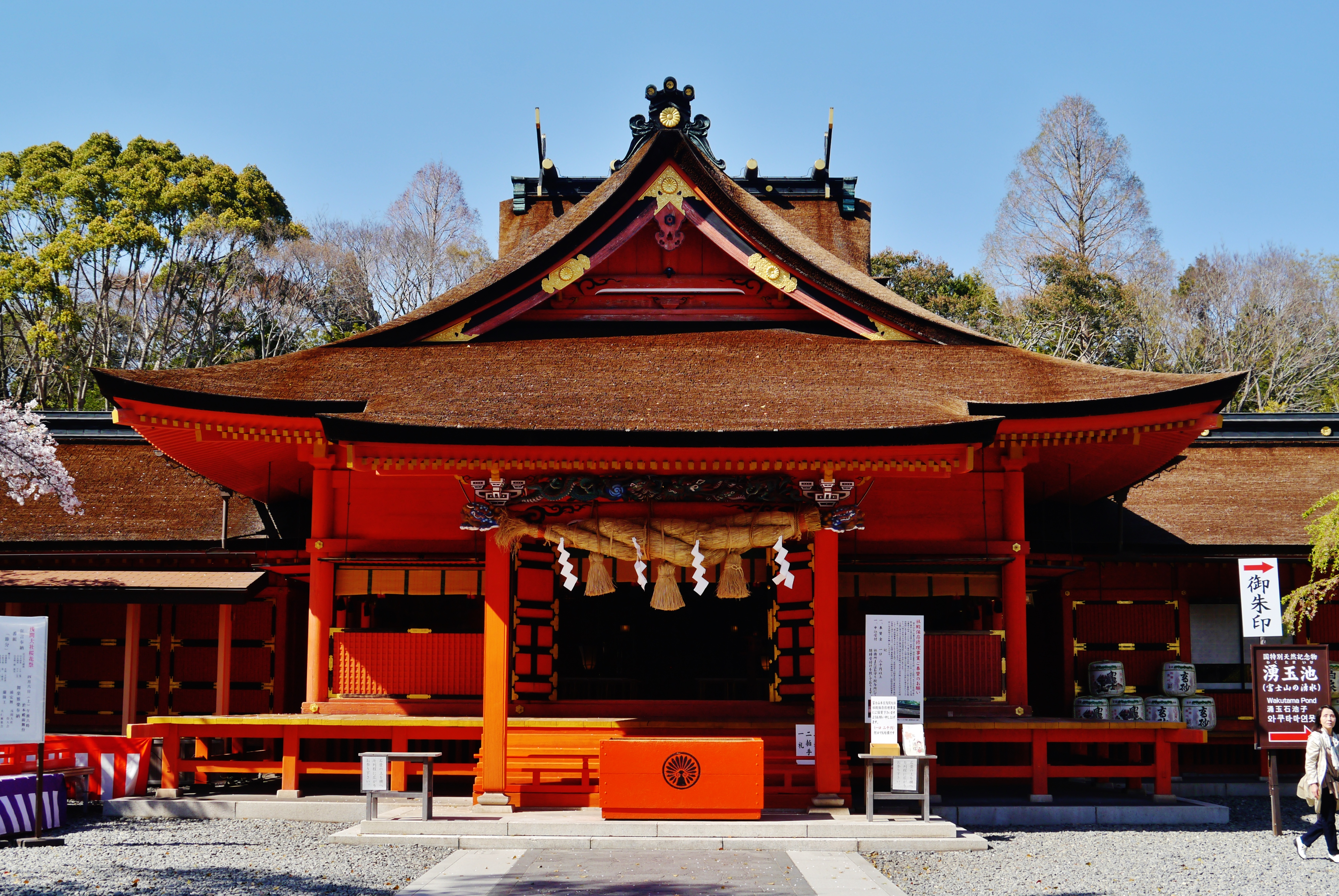
Fuji-san Hongū Sengen Taisha
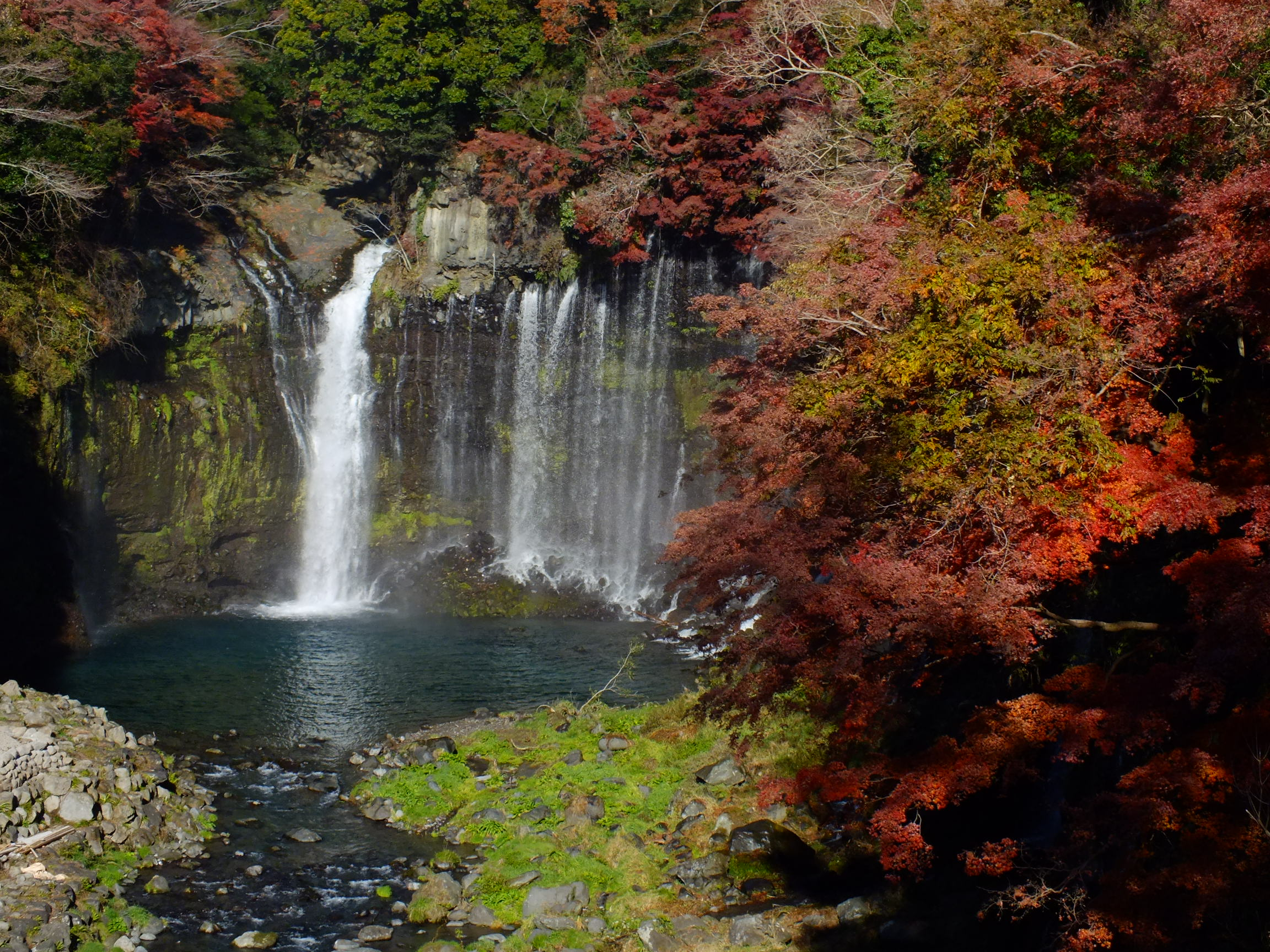
Wodospad Shiraito jesienią
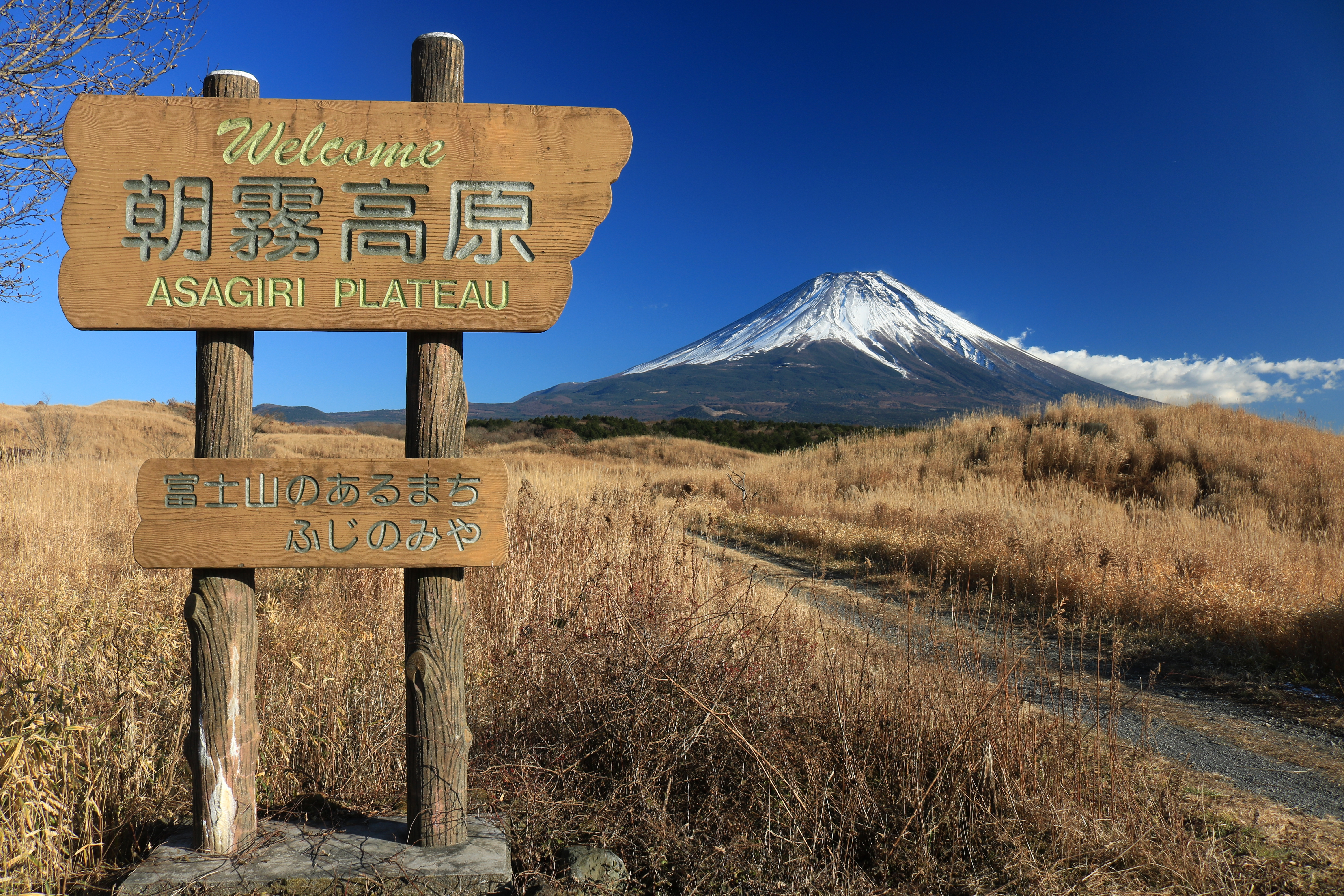
Płaskowyż Asagiri, w głębi Fudżi
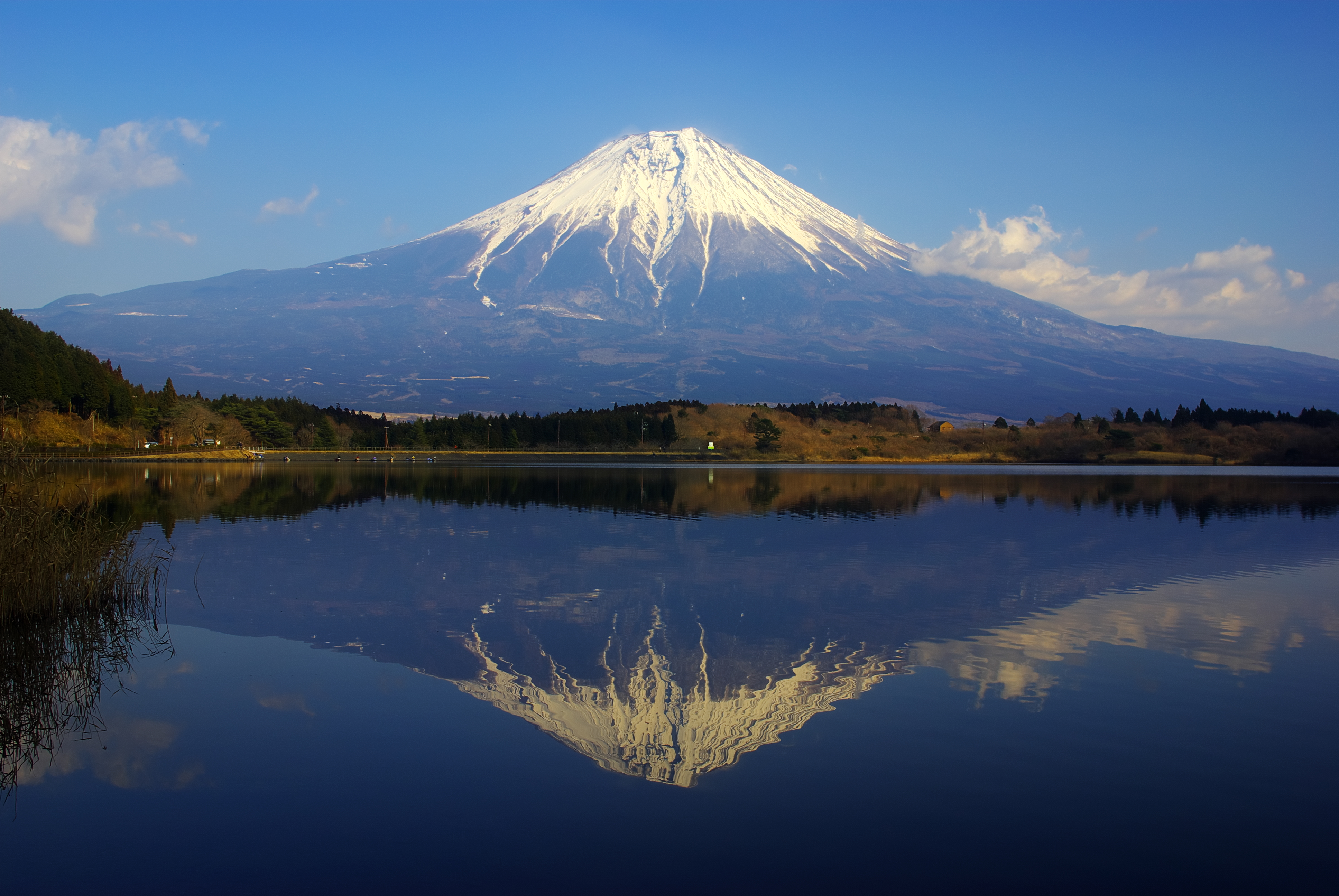
Odbicie Fudżi w jeziorze Tanuki